# فلاشینگ (میشیگان)
فلاشینگ، میشیگان (به انگلیسی: Flushing, Michigan) یک شهر در ایالات متحده آمریکا با جمعیت ۸٬۳۸۹ نفر است که در میشیگان واقع شده‌است.

## موقعیت جغرافیایی
موقعیت جغرافیایی شهرها و مناطق اطراف به شرح زیر است: